# BEW Berliner Energie und Wärme
Die BEW Berliner Energie und Wärme GmbH (kurz: BEW; bis Dezember 2024: BEW Berliner Energie und Wärme AG; davor bis Mai 2024: Vattenfall Wärme Berlin AG) ist ein deutsches Energieversorgungsunternehmen mit Sitz in Berlin. Das privatwirtschaftlich organisierte Unternehmen befindet sich seit der Rekommunalisierung im Mai 2024 vollständig im Eigentum des Landes Berlin. Es betreibt mit dem Berliner Netz für Fernwärme das größte Fernwärmenetz Westeuropas.
Das Unternehmen, das bis Mai 2024 zum schwedischen Vattenfall-Konzern gehört hat, führt Tätigkeiten auf den Gebieten Wärme- und Stromerzeugung aus. So ist die BEW Eigentümerin und Betreiberin mehrerer Heizkraftwerke in Berlin.
Die Geschäftstätigkeiten der BEW umfassen:
- die Erzeugung, Beschaffung und den Vertrieb von Energien jeder Art, insbesondere elektrischer Energie, Fernwärme und Dampf, insbesondere Errichtung und Betrieb von entsprechenden Erzeugungsanlagen,
- die Errichtung und den Betrieb von Leitungen und Einrichtungen zum Transport und zur Verteilung von Fernwärme, Kälte und Dampf sowie
- die Erbringung von Dienstleistungen für andere Unternehmen, insbesondere solche, die im Energiesektor tätig sind.

## Geschichte
Im April 2009 ging die Vattenfall Europe Wärme AG aus der Umwandlung der Vattenfall Europe Berlin AG & Co. KG hervor. Sie umfasste die im Rahmen der ab 2006 durchgeführten Zerschlagung verbliebenen operativen Betriebsteile des vormaligen kommunalen Berliner Versorgungsunternehmens Bewag, das 1884 als erstes öffentliches Elektrizitätsversorgungsunternehmen Deutschlands gegründet wurde.
In den Jahren 1952–1987 baute die Bewag im Westteil Berlins die Erzeugung von Wärme mittels Kraft-Wärme-Kopplung aus: Die Heizkraftwerke Rudow (1963), Lichterfelde (1974), Wilmersdorf (1977) und Reuter West (1987) erzeugen auf diese Weise Strom und Wärme für die Hauptstadt. 1997 kam es zur Privatisierung der Bewag. Der Berliner Senat veräußerte seine Anteile an Southern Energy (später Mirant, jetzt GenOn Energy Holdings) und die spätere E.ON SE. 2001 verkaufte E.ON die Bewag-Anteile an die Vattenfall-Tochtergesellschaft Hamburgische Electricitäts-Werke. Noch im selben Jahr gab auch Mirant die Beteiligung wieder auf und veräußerte seine Bewag-Anteile an Vattenfall. Im Jahr 2005 wurden die meisten Teile der Bewag in die Vattenfall Europe Berlin AG überführt.
Mit Urteil vom 30. Juni 2017 entschied das Verwaltungsgericht Berlin, dass das Land Berlin keinen Anspruch auf die Herausgabe des von der Vattenfall Europe Wärme AG in Berlin betriebenen Fernwärmenetzes hat. Das Land Berlin scheiterte damit mit seinem Ansinnen, das Fernwärmenetz zurück in den kommunalen Betrieb zu holen.
Im Zuge der Neuausrichtung des Vattenfall-Konzerns wurde die Vattenfall Europe Wärme AG am 15. Januar 2018 zur Vattenfall Wärme Berlin AG umfirmiert.
Am 2. Mai 2024 wurde der Verkauf des Unternehmens von Vattenfall an das Land Berlin abgeschlossen; unmittelbarer Alleinaktionär wurde die landeseigene Berlin Energie Rekom 3 GmbH. Alle Kraftwerke, Netze, Tochtergesellschaften, Beschäftigten und Beteiligungen verblieben beim anschließend als BEW Berliner Energie und Wärme AG firmierenden Unternehmen. Dies geschah zwei Jahre nachdem Vattenfall eine strategische Neubewertung seines Berliner Wärmegeschäfts begann. Der Kaufpreis betrug 1,39 Milliarden Euro. Am 7. Januar 2025 wurde die Umwandlung der BEW Berliner Energie und Wärme AG zur BEW Berliner Energie und Wärme GmbH vollzogen.

## Kraftwerke
Die BEW Berliner Energie und Wärme GmbH betreibt ihre Heizkraftwerke ausschließlich nach dem Prinzip der Kraft-Wärme-Kopplung. Zunehmend findet ein Umbau hin zu Gas-und-Dampfturbinen-Heizkraftwerken (GuD-HKW) auf Basis von Erdgas statt. Darüber hinaus kommt die Power-to-Heat-Technologie zum Einsatz, um verstärkt erneuerbare Energie für die städtische Fernwärmeversorgung zu nutzen. Am Standort Reuter West in Berlin-Siemensstadt wird die mit Stand Juli 2020 größte Power-to-Heat-Anlage in Europa betrieben.
Die Gesellschaft betreibt in Berlin 11 Heizkraftwerke (Haupt-Brennstoff in Klammern; Stand: 2025):
- Heizkraftwerk Buch (Erdgas)
- Heizkraftwerk Charlottenburg (Erdgas)
- Heizkraftwerk Klingenberg (Erdgas)
- Heizkraftwerk Lichterfelde (Erdgas)
- Heizkraftwerk Märkisches Viertel (Biomasse)
- Heizkraftwerk Marzahn (Erdgas)
- Heizkraftwerk Mitte (Erdgas)
- Heizkraftwerk Moabit (Steinkohle, Biomasse)
- Heizkraftwerk Reuter (Prozessdampf)
- Heizkraftwerk Reuter West (Steinkohle)
- Heizkraftwerk Wilmersdorf (Erdgas)

2017 erfolgte der Ausstieg aus der Braunkohlenutzung und derjenige aus der Steinkohlenutzung ist bis spätestens 2030 geplant. Das Unternehmen betreibt zudem 105 Blockheizkraftwerke (Stand: Mai 2024).
Verteilnetzbetreiber für den produzierten Strom ist die landeseigene Stromnetz Berlin GmbH.

## Fernwärmenetz Berlin
Das Berliner Fernwärmenetz wird von der BEW Berliner Energie und Wärme GmbH betrieben, instand gehalten und ausgebaut. Mit einer Länge der Rohrleitungen von mehr als 2000 km, 700.000 versorgter Wohnungen und ca. 8.000 weiterer Gebäude ist das Berliner Fernwärmenetz das größte Stadtwärmesystem Westeuropas.